# Le Bon Plaisir (film)
Le Bon Plaisir is een Franse film van Francis Girod die werd uitgebracht in 1984. De film vertelt het verhaal van een Franse president wiens reputatie in het gedrang dreigt te komen door een brief waaruit blijkt dat hij een onecht kind heeft. Dat is het startschot voor een tragikomedie die opgevoerd wordt in de coulissen van het Élysée.
De film is gebaseerd op de gelijknamige sleutelroman van Françoise Giroud die verscheen in 1983.

## Samenvatting
Claire Després heeft ooit een relatie gehad met een man die later  President van de Franse Republiek geworden is. Op een dag wordt haar handtas gestolen. Daarin steekt een brief die suggereert dat uit die verhouding weleens een kind zou kunnen geboren zijn. Claire Després brengt de president op de hoogte van de diefstal. 
Geholpen door zijn minister van Binnenlandse Zaken stelt de president alles in het werk om de handtas met de compromitterende brief terug te vinden. Het feit dat hij een onecht kind heeft mag absoluut niet aan het licht komen. Om die reden laat hij Claire constant in de gaten houden.
De dief werkt als vertaler voor een journalist. Deze geraakt geïntrigeerd door de inhoud van de hem overhandigde brief. Hij doet opzoekwerk en slaagt erin het handschrift te identificeren ...

## Rolverdeling
| Acteur                  | Personage                            |
| ----------------------- | ------------------------------------ |
| Catherine Deneuve       | Claire Després                       |
| Michel Serrault         | de minister van Binnenlandse Zaken   |
| Jean-Louis Trintignant  | de president                         |
| Michel Auclair          | Herbert                              |
| Hippolyte Girardot      | Pierre                               |
| Claude Winter           | de vrouw van de president            |
| Matthew Pillsbury       | Mike                                 |
| Alexandra Stewart       | Julie Hoffman                        |
| Janine Darcey           | Berthe                               |
| Michel Berto            | de echtgenoot van Berthe             |
| Jacques Sereys          | de secretaris van Buitenlandse Zaken |
| Michel Boisrond         | de eerste minister                   |
| Jacques Doniol-Valcroze | de advocaat                          |
| Yvette Etiévant         | de secretaresse van de president     |
| Viviane Blassel         | de radiopresentatrice                |
| Jérôme Godefroy         | de radiojournalist                   |
| Maurice Horgues         | de directeur van de radio            |
| Philippe Brizard        | de maître d'hôtel van de president   |
| Laurence Masliah        | de jonge vrouw in het vliegtuig      |
| Daniel Mesguich         | stem van de minnaar van Claire       |
| Christine Ockrent       | een journaliste op de perslunch      |
| Régis Wargnier          | een journalist op de luchthaven      |
| Roger Cazes             | de (echte) directeur van Lipp        |